# Idaea korbiae
Idaea korbiae är en fjärilsart som beskrevs av Arnold 1921. Idaea korbiae ingår i släktet Idaea och familjen mätare. Inga underarter finns listade i Catalogue of Life.